# Jeffrey Ashby
Jeffrey Shears Ashby, född 16 juni 1954 i Dallas, är en amerikansk astronaut uttagen i astronautgrupp 15 den 9 december 1994.

## Rymdfärder
- STS-93
- STS-100
- STS-112